# Shigeo Sasaki
Shigeo Sasaki (* 18. November 1912 in der Präfektur Yamagata; † 14. August 1987) war ein japanischer Mathematiker.

## Leben
Sasaki war der Sohn von Bauern und wuchs bei seinem Onkel auf, einem buddhistischen Priester. Er ging in Sakata auf die Schule, wo sein mathematisches Talent auffiel, und besuchte die höhere Schule in Sendai. Ab 1932 studierte er an der Kaiserlichen Universität Tohoku, wo Tadahiko Kubota sein Lehrer war und er sich für Differentialgeometrie zu interessieren begann. Er blieb nach dem Abschluss 1935 an der Universität und wurde 1937 Dozent. 1943 wurde er promoviert. Er schloss im selben Jahr auch die Arbeit an einem Buch über die Geometrie konformer Zusammenhänge ab, das aber erst 1948 erschien. Darin behandelte er die konformen Eigenschaften von Kurven und Flächen in Riemannschen Räumen.
1946 wurde er als Nachfolger von Kubota Professor an der Universität Tohoku.
1952 bis 1954 war er am Institute for Advanced Study, wo er mit Oswald Veblen und Marston Morse zusammenarbeitete, und war 1954 bei S. S. Chern an der University of Chicago (Chern erwiderte den Besuch 1974 und war mit Sasaki befreundet). 1976 ging er in den Ruhestand und wurde Professor an der Science University of Tokyo.
Er befasste sich mit Lie-Geometrie von Kreisen, Geometrie konformer Zusammenhänge, projektiven Zusammenhängen, Holonomiegruppen, Hermiteschen Mannigfaltigkeiten, Geometrie von Tangentialbündeln (hier ist die Sasaki-Metrik nach ihm benannt) und Fast-Kontakt-Mannigfaltigkeiten (Sasaki-Mannigfaltigkeiten) und globalen Eigenschaften von Kurven und Flächen in verschiedenen Räumen. Von ihm stammt ein Lehrbuch der Differentialgeometrie.

## Schriften
- S. Tachibana (Hrsg.): Shigeo Sasaki : Selected papers, Tokio 1985 (mit Kommentar von Sasaki und Erinnerungen von Chern)
- On the differential geometry of tangent bundle of Riemannian manifolds, Tôhoku Math. J., Band 10, 1958, S. 338–354.
- On differentiable manifolds with certain structures which are closely related to almost contact structure I, Tohoku Math. J., Band 12, 1960, S. 459–476.
- Almost contact manifold, Teil 1–3, Vorlesungen, Math. Institut Tohoku Univ., 1965, 1967, 1968